# Ukleisee
Der Ukleisee ist ein Gewässer in der Nähe der Stadt Eutin (Ortsteil Sielbeck) im Kreis Ostholstein. Seine Entstehung geht auf die letzte Kaltzeit (Weichsel-Kaltzeit) zurück. Es handelt sich um einen sogenannten Toteissee.

## Geschichte und Beschreibung
Der See, in älteren Quellen auch als Uglei-See bezeichnet, kann auf einem Rundwanderweg erschlossen werden.
An seinem Ufer befand sich im Mittelalter ein slawischer Siedlungsplatz. Alte Erdaufschüttungen und Erdwälle einer früheren Burganlage sind noch immer auszumachen. Unweit des Sees steht das 1776 von Georg Greggenhofer erbaute ehemals herzoglich-oldenburgische Jagdschlösschen, dessen Dachstuhl in der Nacht auf den 28. März 2007 völlig ausbrannte, aber binnen eines Jahres wieder saniert worden ist. Im 21. Jahrhundert wird es für Konzerte und andere Veranstaltungen genutzt. Das Jagdschlösschen am Ostufer, als westlichster Punkt der Bebauung Sielbecks, stellt zusammen mit Gebäuden zur Forstbewirtschaftung am Südufer die einzigen Bauwerke in direkter Nähe des Ukleisees da.
Zur Zeit der kulturellen Blüte Eutins im 18. Jahrhundert (Weimar des Nordens) wurde der See häufig in der Literatur erwähnt. Außerdem gibt es mehrere Sagen und Legenden, die den Ukleisee zum Thema haben.

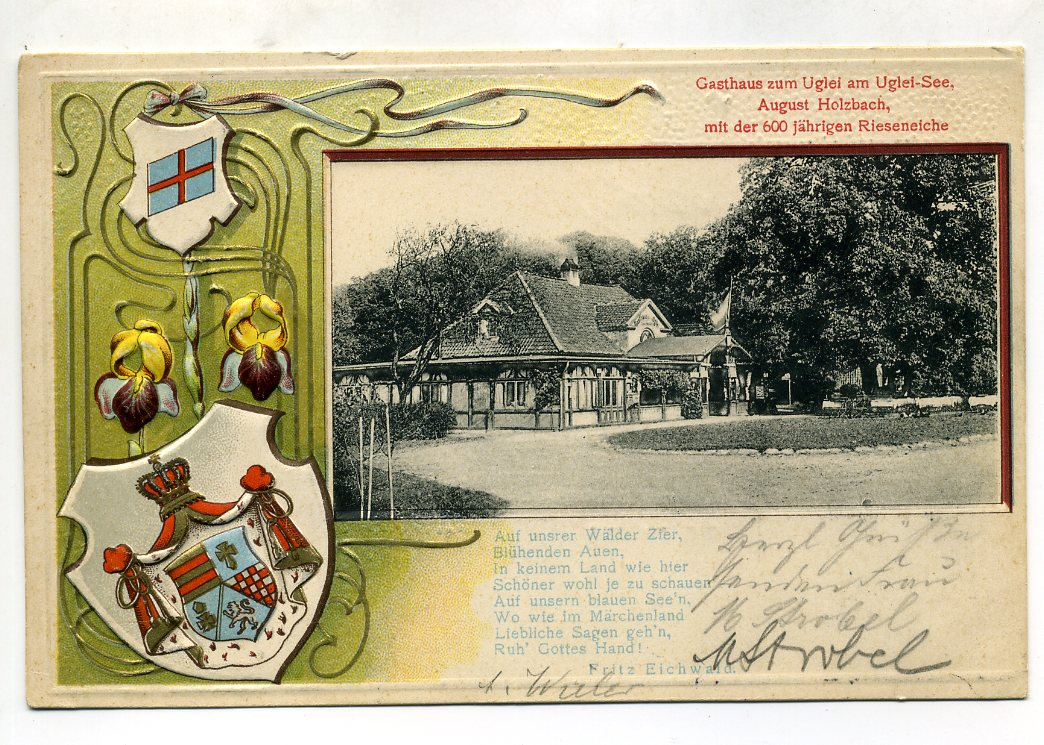
Restaurant zum Uglei (1904)
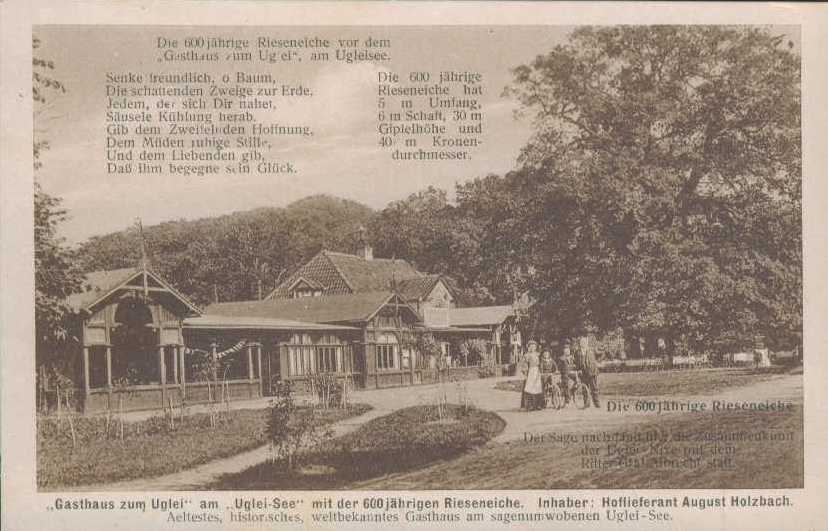
Restaurant mit Rieseneiche
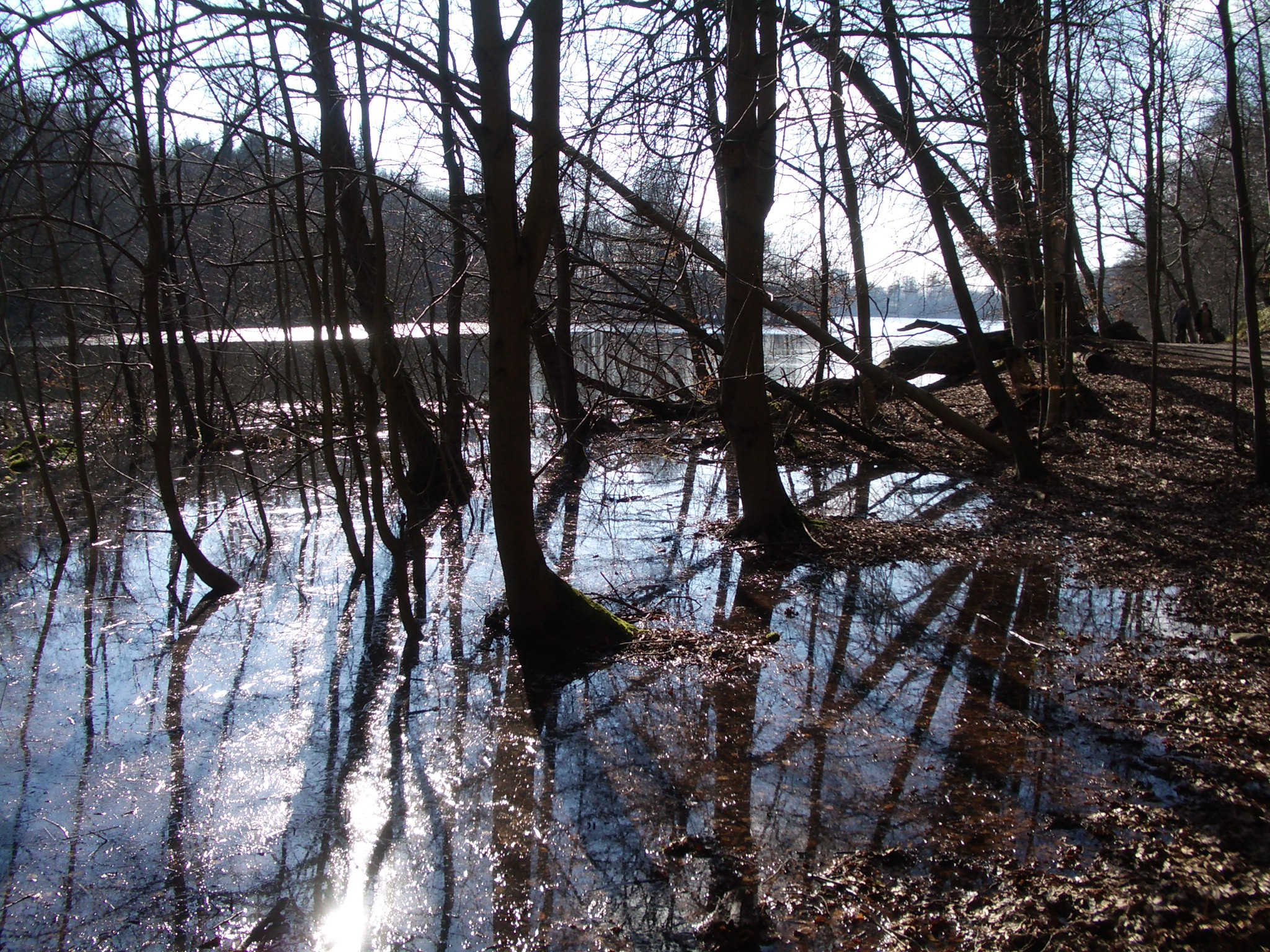
Ukleisee

Seit Beginn des 19. Jahrhunderts ist der Ukleisee – vor allem in den Epochen der Romantik und des Realismus – ein beliebtes Motiv in der Landschaftsmalerei. Zu den Künstlern, die Gemälde und Graphiken mit Ansichten des Sees schufen, zählen z. B.: Jacob Alberts, Fritz Ebel, Louis Gurlitt, Max Kuchel, Friedrich Loos, Julius Preller, Ludwig Philipp Strack, Heinrich Stuhlmann und Magnus Weidemann.

## Fauna
Im Ukleisee leben Ukelei/Laube (Alburnus alburnus), Rotauge/Plötze (Rutilus rutilus), Hecht (Esox lucius), Barsch (Perca fluviatilis), Moderlieschen (Leucaspius delineatus), Rotfeder (Scardinius erythrophthalmus), Aal (Anguilla anguilla), Karpfen (Cyprinus carpio), Gründling (Gobio gobio), Zander/Schill (Stizostedion lucioperca), Brachsen/Blei (Abramis brama) und Kaulbarsch (Gymnocephalus cernua).

## Flora
Wie aus dem ersten Bild von 1904 hervorgeht, wird der See von zahlreichen Bäumen umgeben. Eine besonders große und geschätzt 600 Jahre alte Eiche war sogar Attraktion für die Besucher des Ausflugsrestaurants Zum Uglei-See. Im Ukleisee wurde wiederholt das Auftreten der Burgunderblutalge beobachtet, die dem Gewässer einen roten Schimmer verleiht.

## Rezeption
Der Lübecker Dichter Emanuel Geibel behandelte den See in seinem Gedicht Der Uglei-See. Eine Sage erklärt den Ursprung des Sees auf Grundlage einer unglücklichen Liebesgeschichte.